# Stefan Lindskog
Börje Stefan Lindskog, född 29 juni 1951 i Norums församling i Bohuslän, är en svensk jurist. Han var justitieråd i Högsta domstolen 2008–2018, från 2016 som HD:s ordförande.

## Biografi
Stefan Lindskog avlade juristexamen vid Lunds universitet 1974. Han tjänstgjorde sedan som tingsnotarie vid Mölndals tingsrätt 1974–1976. Han anställdes 1977 som biträdande jurist på Wistrand advokatbyrå och blev advokat 1980. Lindskog blev juris doktor vid Stockholms universitet 1985 och docent i civilrätt 1987 vid samma lärosäte, samt utnämndes 1989 till adjungerad professor i kredit- och obeståndsrätt vid Göteborgs universitet. Han var ordförande för Sveriges advokatsamfund 2004–2007. Under början av 2024 anslöt Stefan Lindskog till CMS Wistrand som Senior Counsel.
Stefan Lindskog utsågs den 18 oktober 2007 till justitieråd (domare) i Högsta domstolen. Han tillträdde som justitieråd den 1 januari 2008. Han blev ordförande på avdelning i Högsta domstolen 2011 och domstolens ordförande i maj 2016. Stefan Lindskog gick i pension den 31 augusti 2018.
Lindskog har beskrivit Högsta domstolens roll som att komplettera riksdagens lagstiftning i detaljhänseende genom att fylla luckor i författningsbestämmelserna. Lindskog säger senare i samma intervju att införandet av ”checks and balances”, eller maktdelningsprincipen, i Sverige medför att Högsta domstolen även fått en övervakande roll gentemot lagstiftare i riksdag och regering.
Lindskog äger Rosenborgs säteri, som med sina 850 hektar är Värmlandsnäs största gård.

## Utmärkelser
- H.M. Konungens medalj i guld av 12:e storleken med kedja (2019) för framstående insatser för rättsväsendet.[8]